# Prawda o sprawie Harry’ego Queberta (powieść)
Prawda o sprawie Harry’ego Queberta (fr. La Vérité sur l’Affaire Harry Quebert) – powieść kryminalna wydana w 2012 roku, szwajcarskiego pisarza Joëla Dickera. Nagrodzona Grand prix du roman de l’Académie française, Prix Goncourt des lycéens i Prix de la Vocation. Sprzedała się w ilości ponad 5 milionach egzemplarzy na całym świecie i została przetłumaczona na 40 języków.

## Geneza
Powieść powstawała 2 lata. Większość akcji umiejscowiona jest w fikcyjnym miasteczku Aurora, w New Hampshire, jednym ze stanów w regionie Nowej Anglii, w północno-wschodniej części Stanów Zjednoczonych, nad Atlantykiem. Ten region jest dobrze znany szwajcarskiemu pisarzowi, który przez 20 lat spędzał tam wakacje przebywając u rodziny.

## Fabuła
Powieść zaczyna się w Nowym Jorku, wiosną 2008 roku, w gorącej atmosferze przygotowań do wyborów nowego prezydenta Ameryki. Poczytny pisarz Marcus Goldman przechodzi etap kryzysu twórczego i nie jest w stanie ukończyć kolejnej powieści. Pierwsza powieść okazała się wielkim sukcesem i wydawnictwo, z którym zawarł kontrakt na kolejną książkę, grozi mu procesem sądowym jeśli nie wywiąże się w terminie ze zobowiązania.
W poszukiwaniu inspiracji i natchnienia Goldman odwiedza swojego byłego nauczyciela uniwersyteckiego i przyjaciela, Harry’ego Queberta, mieszkającego w niewielkiej miejscowości Aurora, w New Hampshire. Quebert również napisał bestseller zatytułowany Pochodzenie zła. Jednak pobyt ten nie przynosi oczekiwanego natchnienia i Goldman wraca do Nowego Jorku z pustką twórczą.
Kilka dni później wszystko jednak się zmienia. Otrzymuje telefon, że jego przyjaciel, szanowany pisarz, został oskarżony o morderstwo nastoletniej Noli Kellergan. Jej szczątki zostały odnalezione niedaleko domu pisarza. Razem z nimi zakopany był maszynopis powieści Queberta. Dziewczyna zaginęła trzydzieści trzy lata wcześniej, pod koniec sierpnia 1975 r. Starsza kobieta, została zamordowana kilka minut po powiadomieniu policji, że widziała Kellergan uciekającą przed goniącym ją mężczyzną. Te dwie zagadkowe śmierci nie zostały do tej pory wyjaśnione.
Goldman jest przekonany o niewinności przyjaciela, dlatego udaje się do Aurory, aby samodzielnie zbadać sprawę. Na miejscu przekonuje się, że sprawa jest bardziej skomplikowana, niż sądził. Na domiar złego sam zaczyna otrzymywać groźby. Policja również nie robi postępów w śledztwie. Oczywistym staje się, że aby oczyścić Queberta z podejrzeń musi ustalić co wydarzyło się latem 1975 r. i kto zabił nastolatkę.

## Kompozycja powieści
Książka opatrzona jest dedykacją: „Moim rodzicom poświęcam” . Powieść podzielona jest na 31 rozdziałów, ponumerowanych od największego do najmniejszego. Każdy zaczyna się od rady, na temat pisania powieści, jaką udzielił Marcusowi jego przyjaciel Harry Quebert. Pierwszy rozdział, oznaczony numerem 31, zaczyna się od rady: „Najważniejszy, Marcusie, jest pierwszy rozdział. Jeśli nie spodoba się czytelnikom, nie przeczytają dalszego ciągu twojej książki” . Z kolei w ostatnim rozdziale, oznaczonym numerem 1, widnieje rada: „Ostatni rozdział książki, Marcusie, zawsze musi być najpiękniejszy” .
Rozdziały przedstawiają na przemian teraźniejszość, przeszłość oraz fragmenty powieści, o których Marcus pisze w stylu mise en abyme.

## Wydanie
Joël Dicker jest francuskojęzycznym Szwajcarem i w takim też języku powstała powieść. Pierwsze wydanie książki ukazało się 2012 roku nakładem dwóch wydawnictw, szwajcarskiego Éditions L’Âge d’Homme i francuskiego Éditions de Fallois. Na okładce pierwszego wydania znalazł się obraz Edwarda Hoppera z 1950 roku Portret Orleanu. Polski wydawca, wydawnictwo Albatros, również zdecydował się na umieszczenie go na okładce. Obraz przedstawia skrzyżowania Route 6 z Main Street w Orleanie, w Massachusetts. Ukazane jest w taki sposób, że przypomina typowy wygląd wielu miasteczek amerykańskich lat 50. XX wieku. Kolejne polskie wydanie, które ukazało się w 2018 roku, zawiera okładkę nawiązującą do serialu, który został nakręcony na podstawie powieści.

## Nagrody
W 2012 roku Dicker został nagrodzony za tę powieść Grand prix du roman de l’Académie française i Prix Goncourt des lycéens. W 2012 roku otrzymał także nagrodę Prix de la Vocation przyznawaną przez Fondation Marcel-Bleustein-Blanchet. Do 2018 roku powieść sprzedała się w ilości 5 milionów egzemplarzy na całym świecie i została przetłumaczona na 40 języków.

## W kulturze
W sierpniu 2017 roku stacja telewizyjna Epix i MGM Television ogłosiły produkcję 10-odcinkowego serialu telewizyjnego The Truth About the Harry Quebert Affair, na podstawie powieści. Zdjęcia rozpoczęły się w połowie sierpnia w Forestville w Kanadzie, a we wrześniu przeniosły się do Montrealu i jego okolic. Reżyserem serialu jest Jean-Jacques Annaud. W rolę Harry’ego Queberta wcielił się Patrick Dempsey, Marcusa Goldmana zagrał Ben Schnetzer.